# کریپتو لاکر
کریپتو لاکر (به انگلیسی: CryptoLocker)
نوعی بد افزار تروآی رمزگذاری باج‌افزار طراحی شده برای مایکروسافت ویندوز در سال ۲۰۱۳ برای نخستین بار شناسایی گشت و از طریق محتویات ایمیل ویا بات‌نتها انتقال می‌یابند.
باج‌افزار بیشتر فایل‌های رایانه را رمزگذاری می‌کند (حتی فلش مموری متصل شده). کریپتو لاکر از الگوریتم آراس‌ای برای رمزنگاری استفاده کرده و صفحه‌ای به نمایش می‌گذارد تا ۷۲ ساعت برای پرداخت ۲ بیت‌کوین باج به قربانی فرصت می‌دهد.
سیمانتک تخمین زده که ۳ درصد قربانیان پول را پرداختند.